# Katholieke Kerk in Maleisië
De Katholieke Kerk in Maleisië is een onderdeel van de wereldwijde Katholieke Kerk, onder het geestelijk leiderschap van de paus en de curie in Rome. 
In 2021 woonden ongeveer 1.292.000 (4,0%) katholieken in Maleisië. Maleisië bestaat uit drie kerkprovincies, met 9 bisdommen die de Romeinse ritus volgen, waaronder 3 aartsbisdommen. De bisschoppen zijn lid van de bisschoppenconferentie van Maleisië, Singapore en Brunei. President van de bisschoppenconferentie is Julian Leow Beng Kim, aartsbisschop van Kuala Lumpur.
Sinds 1983 heeft Maleisië een apostolisch delegaat en sinds 2011 een apostolisch nuntius. Nuntius voor Maleisië is sinds 29 september 2020 aartsbisschop Wojciech Załuski, die tevens nuntius is voor Oost-Timor en apostolisch delegaat voor Brunei. 
Maleisië is nog nooit bezocht door een paus.  

## Indeling
- Kerkprovincie Kota Kinabalu:
  - Aartsbisdom Kota Kinabalu
  - Bisdom Keningau
  - Bisdom Sandakan

- Kerkprovincie Kuala Lumpur:
  - Aartsbisdom Kuala Lumpur
  - Bisdom Melaka-Johor
  - Bisdom Penang

- Kerkprovincie Kuching:
  - Aartsbisdom Kuching
  - Bisdom Miri
  - Bisdom Sibu

## Nuntius

### Apostolisch delegaat
- Aartsbisschop Renato Raffaele Martino (1983 - 3 december 1986, later kardinaal)
- Aartsbisschop Alberto Tricarico (28 februari 1987 - 26 juli 1993)
- Aartsbisschop Luigi Bressan (26 juli 1993 - 25 maart 1999)
- Aartsbisschop Adriano Bernardini (24 juli 1999 - 26 april 2003)
- Aartsbisschop Salvatore Pennacchio (20 september 2003 - 8 mei 2010)

### Apostolisch Nuntius
- Aartsbisschop Leopoldo Girelli (delegaat: 13 januari 2011, nuntius: 18 juli 2011 - 16 januari 2013)
- Aartsbisschop Joseph Salvador Marino (16 januari 2013 - 11 oktober 2019)
- Aartsbisschop Wojciech Załuski (29 september 2020 - heden)

## Kardinalen
Maleisië heeft 1 kardinaal-elector. De namen van electors zijn in de lijst in vet aangegeven. Tussen haakjes staat het jaar van benoeming tot kardinaal.
- Sebastian Francis (2023)

### Overleden kardinalen van Maleisië
- Anthony Soter Fernandez (2016)

### Andere kardinalen gerelateerd aan Maleisië
- Renato Raffaele Martino (2003)